# جون تاكر يجب أن يموت
جون تاكر يجب أن يموت (بالإنجليزية: John Tucker Must Die) هو فلم كوميدي مراهقين أمريكي تم إنتاجه في سنة 2006، وهو من إخراج بيتي توماس ، وبطولة أرييل كيبيل وصوفيا بوش وآشانتي وجيسي متكالف وبريتاني سنو وجيني مكارثي، يتكلم الفلم عن قصة جون تاكر الوسيم وألذي تحبه كل الفتيات، إلا أنه في نفس الوقت يقوم بخداع الفتيات، فتقوم 3 فتيات من التي خدعهن جون تاكر بالاستعانة بفتاة أخرى كي توقع جون تاكر بحبها، من أجل أن تنتقم تلك الفتيات لم يفعله تاكر مع الفتيات، حاز هذا الفلم على أرباح عالية في الولايات المتحدة وأستراليا.

## البطولة
- جيسي متكالف بدور جون تاكر
- بريتاني سنو بدور كيت سبنسر
- آشانتي بدور هيذر ستراهام
- صوفيا بوش بدور بيث مكإنتاير
- أرييل كيبيل بدور كاري شايفر
- بين بادغلي بدور سكوت تاكر
- جيني مكارثي بدور لوري سبنسر
- فاستو فاسانو بدور تومي
- كيفن مكنولتي بدور مدرب كرة سلة
- باتريسيا دريك بدور المدربة وليامس
- تايلور كيتش بدور جستن
- آمبر بوريكي بدور جينيفر
- ميجان أوري بدور جيل
- سامانثا مكليود بدور هولي
- تشيلان سيمونس بدور النادلة الباكية
- نيكول لا بلاكا بدو مولي
- ديفون ويغل بدور لاعبة كرة طائرة

## وصلات خارجية
- جون تاكر يجب أن يموت على موقع IMDb (الإنجليزية)
- جون تاكر يجب أن يموت على موقع ميتاكريتيك (الإنجليزية)
- جون تاكر يجب أن يموت على موقع روتن توميتوز (الإنجليزية)
- جون تاكر يجب أن يموت على موقع نتفليكس (الإنجليزية)
- جون تاكر يجب أن يموت على موقع قاعدة بيانات الأفلام العربية
- جون تاكر يجب أن يموت على موقع ألو سيني (الفرنسية)
- جون تاكر يجب أن يموت على موقع Turner Classic Movies (الإنجليزية)
- جون تاكر يجب أن يموت على موقع أول موفي (الإنجليزية)
- جون تاكر يجب أن يموت على موقع بوكس أوفيس موجو (الإنجليزية)
- جون تاكر يجب أن يموت على موقع فيلمافينيتي (الإسبانية)
- جون تاكر يجب أن يموت في قاعدة بيانات الأفلام على الإنترنت
- جون تاكر يجب أن يموت على موقع الطماطم الفاسدة
- جون تاكر يجب أن يموت على موقع أول موفي